# لولوبة غويانية
لولوبة غويانية (الاسم العلمي:Spiranthes guyanensis) هو نوع من النباتات يتبع جنس اللولوبة من الفصيلة السحلبية.